# Sıla Gençoğlu
Sıla Gençoğlu, noto anche come Sila, (Acıpayam, 17 giugno 1980) è una cantante turca.

## Biografia
Nata ad Acıpayam, nel Denizli, in seguito si trasferì a Smirne e poi a Istanbul per terminare gli studi. Dopo aver studiato jazz all'Università di Bilgi di Istanbul, è diventata una delle coriste di Kenan Doğulu.
Sıla ha pubblicato il suo omonimo album di debutto nel 2007. La canzone "... Dan Sonra" è arrivata al primo posto della classifica Türkçe Top 20. Due anni dopo ha pubblicato l'album İmza, poi Konuşmadığımız Şeyler Var nel 2010, Vaveyla nel 2012, Yeni Ay nel 2014 e Mürekkep nel 2016. alcune canzoni di questi album, tra cui "Sevişmeden Uyumayalım", "Acısa da Öldürmez", "Kafa", "Boş Yere", "Vaziyetler", "Yabancı" e "Hediye", si sono piazzati al numero uno nella classifica musicale turca.
Con l'uscita degli album Konuşmadığımız Şeyler Var e Yeni Ay è diventata l'artista che ha venduta il maggior numero di copie in Turchia nel 2010 e nel 2014. Ha vinto quattro Golden Butterfly Awards e sette Turkey Music Awards.

## Discografia

### Album
- 2007 – Sıla
- 2009 – İmza
- 2010 – Konuşmadığımız Şeyler Var
- 2012 – Vaveyla
- 2014 – Yeni Ay
- 2016 – Mürekkep